# آلن اسپلت
آلن اسپلت (انگلیسی: Alan Splet؛ ۳۱ دسامبر ۱۹۳۹ – ۲ دسامبر ۱۹۹۴) طراح صدا و ویرایشگر صدای آمریکایی بود که برای همکاری‌هایش با دیوید لینچ در کله‌پاک‌کن، مرد فیل‌نما، تلماسه و مخمل آبی شناخته شده‌است.